# Захари Жандов
Захари Костов Жандов е български режисьор и сценарист, роден на 1 октомври 1911 г. в Русе. Отначало учи математика две години, а след това административни науки три години в Свободния университет за политически и стопански науки в София (днес УНСС). Играл е и като актьор в един филм.

## Награди и отличия
- Заслужил артист (1963)

## Филмография
Като режисьор
- „Боянският майстор“ (1981)
- „Птици долитат“ (1971)
- „Шибил“ (1968)
- „Разбудени след векове“ (1964)
- „Черната река“ (1964)
- „Отвъд хоризонта“ (1960)
- „Земя“ (1956)
- „Септемврийци“ (1954)
- „Тревога“ (1950)
- „Един забулен свят“ (1947)
- „Български танци“ (1947)
- „Един ден в София“ (1946)
- „Хора сред облаците“ (1946)
- „Вестник "Отечествен фронт“ (1946)
- „В Охрид“ (1942)

Като сценарист
- „Птици долитат“ (1971)
- „Шибил“ (1968)
- „Разбудени след векове“ (1964)
- „Един ден в София“ (1946)
- „Хора сред облаците“ (1946)

Като оператор
- „Тревога“ (1950) – (заедно с Емил Рашев)

Като актьор
- „Хора отдалече“ (1977)